# جون كوسكينين
جون كوسكينين (بالإنجليزية: John Koskinen)‏ هو موظف مدني أمريكي، ولد في 30 يونيو 1939 في كليفلاند في الولايات المتحدة.

## وصلات خارجية
- جون كوسكينين على موقع إن إن دي بي (الإنجليزية)